# Мак Артур Панасович
Артур Панасович Мак (15 травня 1930, Кам'янець-Подільський, нині Хмельницької області — 21 лютого 2016, Санкт-Петербург, Російська Федерація) — фахівець у галузі лазерної фізики та техніки. Доктор фізико-математичних наук (1968), професор (1971). Лауреат Державної премії СРСР (1974), Ленінської премії (1982), премії Уряду Російської Федерації (1997). Заслужений діяч науки Російської Федерації (1993).